# Toxorhina biroi
Toxorhina biroi là một loài ruồi trong họ Limoniidae. Chúng phân bố ở miền Australasia.